# Flotsam et Jetsam
Flotsam et Jetsam (ou Pouilleuse et Gueuse au Québec) est un duo de personnages de fiction. Ils apparaissent pour la première fois dans le long métrage d'animation La Petite Sirène.

## Description
Flotsam et Jetsam sont deux murènes, malicieuses et sournoises, d'un caractère naturellement malfaisant, obéissant aux ordres d'Ursula avec une efficacité remarquable car ils réussissent à tous les coups à assouvir les désirs de leur "maîtresse".
Ils disposent d'un rôle mineur dans le film mais apparaissent néanmoins à des moments propices de l'histoire. Ce sont notamment eux qui, par exemple, incitent Ariel à faire recours à Ursula. Ils l'entraînent d'ailleurs jusqu'à l'antre de la sorcière. De plus, ce sont également eux qui font, entre autres, échouer la tentative de Sébastien de réunir les deux amoureux (Ariel et Le Prince Eric). À la fin du film, ils se font tuer par Ariel détenant le trident de son père, le Roi Triton, meurtre qui déclenche chez Ursula une rage destructrice.
En effet, contrairement aux idées reçues, une étroite relation unit Ursula et ses séides. Flotsam et Jetsam obéissent sans aucune restriction aux attentes de la sorcière qui les considère comme ses propres enfants, ou, du moins, on le comprend à travers le film. On peut également, si la théorie du lien affectif parental n'est pas admise, comparer la relation qu'entretient Ursula comme celle d'une femme sans enfants adulant ses animaux de compagnie (ici, les deux murènes). Enfin, on pourrait, en outre, envisager la possibilité que les deux murènes soient, en fait, frères au vu de leurs caractéristiques physiques assez similaires (voir section : apparence) ainsi que de leur voix totalement identique parce qu'effectuée par la même personne. De plus, le concept qu'Ursula puisse voir le monde extérieur aux travers de leurs yeux luminescents (sur l'un le gauche, sur l'autre le droit) telle une voyante lisant une boule de cristal, accentue le fait qu'il existe une liaison intime entre ces personnages.

### Série télévisée
Flotsam et Jetsam apparaissent également dans quelques épisodes de la série télévisée (à chaque fois qu’Ursula fait une apparition). À l'opposé du film, où Ursula est affectueuse et pleine d'amour envers ses murènes; dans la série télévisée, Ursula se montre hostile et agressive envers eux, les grondant constamment et les obligeant à faire le sale boulot à sa place.

### Comédie musicale
Flotsam et Jetsam apparaissent dans la comédie musicale de 2007, La Petite Sirène, mais sont représentés comme des anguilles électriques au lieu de murènes et leurs yeux ne sont pas utilisés par Ursula comme boule de cristal. Les deux séides fournissent également leur voix dans l'introduction de la chanson d’Ursula : "I Want the Good Times Back", et possèdent leur propre chanson en duo, "Sweet Child", avec reprise.

### Apparence
- Flotsam et Jetsam sont deux murènes de couleur vert-gris, l'une ayant l'œil droit d'un jaune vif et lumineux, l'autre possédant exactement le même trait physique mais à l'œil opposé[4].

## Interprètes
- Voix anglaise : Paddi Edwards
- Voix françaises : Vincent Grass (1er doublage) et Marc Alfos (2e doublage)
- Voix québécoise : Éric Gaudry
- Comédie musicale : Tyler Maynard et Derrick Baskin[5]

## Phrases cultes
- Dans le cas présent, on ne parle pas de phrases cultes car Flotsam et Jetsam ne parlent qu'une fois dans le film, au cours d'un unique dialogue de persuasion avec Ariel (durant à peu près une minute) appelé en anglais "The Power of Suggestion"[6] : 
  - Flotsam : Pauvre princesse !
  - Jetsam : Pauvre douce enfant !
  - Flotsam : Elle semble avoir un bien sérieux problème ! 
  - Jetsam : S'il y avait un moyen de soulager sa douleur !
  - Flotsam : Mais il y a un moyen ! (Ariel : Mais ! Qui êtes-vous ?)
  - Jetsam : N'aie pas peur !
  - Flotsam : Nous venons de la part d'une personne qui te veut du bien !
  - Jetsam : Une personne qui peut réaliser tes rêves les plus secrets !
  - À l'unisson : Tu t'imagines !
  - Flotsam : Toi et ton prince...
  - À l'unisson : ...ensemble pour la vie ! (Ariel : Que voulez-vous dire ?)
  - Jetsam : Ursula a d'immenses pouvoirs ! (Ariel : Cette horrible sorcière ? Pas elle, non, c'est impossible ! Non ! Allez-vous-en ! Laissez-moi tranquille !)
  - Flotsam : À ta guise !
  - Jetsam : C'était une simple suggestion ! (Ariel : Attendez !)
  - À l'unisson : Ouiii ?[7]

## Caractéristiques particulières
- Flotsam et Jetsam sont exprimées dans le film par une seule et même personne. Néanmoins, grâce aux diverses prouesses des techniques sonores, les deux murènes parviennent à parler à l'unisson et à finir, incroyablement rapidement, la phrase de l'autre sans aucune difficulté[6].
- L'idée de donner à Ursula deux murènes comme « animaux de compagnie » fut inspirée par les deux crocodiles de Médusa dans Les Aventures de Bernard et Bianca[8].